# Provincia de Tungurahua
Tungurahua es una de las veinticuatro provincias que conforman la República del Ecuador, situada en el centro del país, en la zona geográfica conocida como región interandina o sierra, principalmente sobre la hoya de Patate. Su capital administrativa es la ciudad de Ambato, la cual además es su urbe más grande y poblada. Ocupa un territorio de unos 3386,25 km², siendo la segunda provincia del país más pequeña por extensión, detrás de Cañar. Limita al norte con Cotopaxi, al sur con Chimborazo, por el occidente con Bolívar, al sureste con Morona Santiago, al este con Pastaza y al noreste con Napo.
En el territorio tungurahuense, habitan 563.532 personas, según el último censo (2022), siendo la séptima provincia más poblada del país. La provincia de Tungurahua está constituida por nueve cantones, de los cuales se derivan sus respectivas parroquias urbanas y rurales. Según el último ordenamiento territorial, la provincia de Tungurahua pertenecerá a una región comprendida también por las provincias de Cotopaxi, Chimborazo y Pastaza, aunque no esté oficialmente conformada, denominada Región Centro.
Es uno de los más importantes centros administrativos, económicos, financieros y comerciales del Ecuador. El desarrollo de la industria en la provincia, en general, se basó en las destrezas manuales de su habitantes. Tiene una importancia muy singular para la historia del centro del Ecuador, por ser un punto medio entre la costa y la Amazonía. Desde tiempo ancestral, se constituyó como una zona de encuentro entre culturas y comerciantes, y eventos de connotación religiosa.
Tuvo distintos períodos migratorios provenientes de la serranía como los puruhás y panzaleos. Más adelante, fue conquistada por los incas al mando de Huayna Cápac. La colonización española se dio cuando se levantó la villa de Ambato, por el año de 1535, siendo su fundador Sebastián de Benalcázar. Después de la guerra independentista y la anexión de Ecuador a la Gran Colombia, se crea la provincia de Chimborazo, el 25 de junio de 1824, en la que dentro de sus límites se encuentra el actual territorio tungurahuense. Luego, pasaría a ser parte de la provincia de León. El 3 de julio de 1860, se crea la undécima provincia del país, la provincia de Ambato, que posteriormente cambiaría su nombre a Tungurahua.

## Historia

### Época preincásica e incásica
Sobre la presencia humana en la región existen evidencias que la datan hace aproximadamente 2000 años. Fue asentamiento de la cultura Panzaleo.
Los Panzaleos poblaron Tungurahua y Cotopaxi, extendiéndose hasta Carchi, y constituyeron una de las etnias más representativas de la región de la Sierra durante el período de integración regional. Antes de la conquista de los españoles, las tierras que conforman esta provincia estuvieron habitadas por los altivos Hambatus, pueblo independiente que a su vez estaba dividido en cuatro tribus: Quisapinchas, Yzambas, Guachis y Píllaros; y aunque no existieron en su territorio ciudades muy populosas, este se caracterizó por su riqueza agrícola y la benignidad de su clima. Estos pobladores se organizaban en tribus las cuales eran regidas por el más anciano de la tribu, y las principales eran las de los hambatos, huapantes, píllaros, quisapinchas e izambas, etc. El actual territorio también se hallaban parcialidades de los puruhas y panzaleos, posteriormente los grupos indígenas que se formaron aquí habrían sido anexionados a la civilización Inca a comienzos del siglo XIV. En el período del incario, sobresale que en el año de 1530, en las cercanías del actual Ambato, Atahualpa venció a su medio hermano Huáscar dentro de la guerra de sucesión por el trono inca.

### Época republicana
En Ambato, en el edificio que actualmente funciona como Gobernación Provincial, se conformó y tuvo su sede la Segunda Convención Nacional Constituyente, realizada el 22 de junio de 1835 y presidida por José Joaquín de Olmedo. En esta carta política se estableció por primera vez el deseo de independencia total del territorio ecuatoriano, en contraposición a la Constitución de 1830, en donde se aceptaba la posibilidad de una federación en el marco de la Gran Colombia.
El hecho de armas más importante que recuerda Tungurahua es la Batalla de Miñarica, que se libró en las afueras de la ciudad. El triunfo de los partidarios de Vicente Rocafuerte, comandados por Juan José Flores, resultó decisivo, y les aseguró el control de todo el territorio de Ecuador. La ciudad no fue afectada por los combates. De este suceso político existen también en la ciudad una plaza y un monumento que lo conmemoran.
El 22 de julio de 1860 adquiere la categoría de provincia y el 21 de mayo de 1861 se crea como tal mediante decreto de la Convención Nacional.

#### Terremoto de 1949

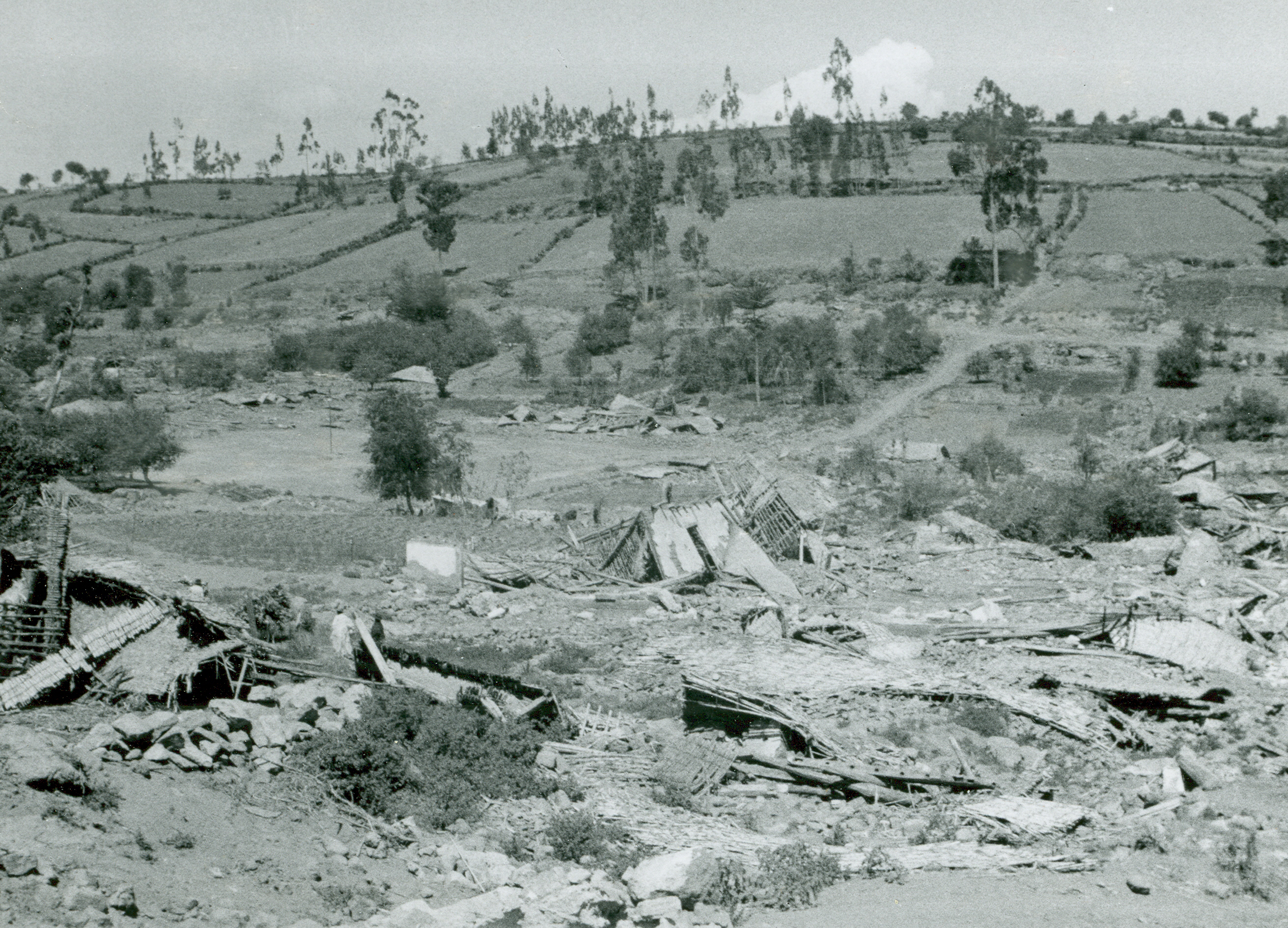
Ruinas de hogares, en Pelileo luego del terremoto de Ambato de 1949

El terremoto de Ambato del 5 de agosto de 1949 fue el mayor sismo en el Hemisferio Occidental en más de un lustro. Ese 5 de agosto, un sismo golpeó la provincia de Tungurahua de Ecuador, al sudeste de la capital, Ambato, matando a 5.050 personas. Tuvo una magnitud de 6,8 en la escala sismológica de Richter, originándose de un hipocentro a 40 km bajo la corteza. Las ciudades cercanas de Guano, Patate, Pelileo, y Pillaro fueron destruidas, sufriendo la ciudad de Ambato el más severo daño. El terremoto destruyó inmuebles por todos lados, y el posterior corrimiento de tierras causando daños a través de las provincias de Tungurahua, Chimborazo, y Cotopaxi. Se interrumpió la red de agua y las líneas de comunicación, y abrió una grieta en la que la pequeña ciudad de Libertad se hundió. Tal agitación moderada del evento se extendió tan lejos como Quito y Guayaquil.
Cada año, luego de lo acontecido en el terremoto, se celebra en Ambato la Fiesta de las Frutas y las Flores durante las festividades de carnaval, con el propósito de levantar el ánimo de la población afectada y lograr la reconstrucción de la ciudad de Ambato. En esta festividad hay comparsas y desfiles de carros alegóricos adornados con belleza, utilizando flores y frutas de la temporada.

## Hidrografía
De las vertientes del norte provienen los ríos Huapante, Talatag, Quillopaccha, el Golpe, Pucachuayco y el Cutuchi, el cual engrosa su caudal con varios afluentesy forma el Patate al unirse con el Ambato y el Pachanlica.
Las principales lagunas son:
- Pisayambo
- Tambo
- Patojapina
- Rodo-Cocha
- Yanacocha de San Antonio

Existen también vertientes termales como:
- Cunuc-Yacu
- Aguaján
- Pishilata
- Quillán
- Vertientes del Salado y la Virgen

## Gobierno y política

### Política
La estructura política de Tungurahua está conformada por el Gobierno Autónomo Descentralizado Provincial, denominado comúnmente como «Prefectura», la cual es una persona jurídica de derecho público que goza de autonomía política, administrativa y financiera, y ejerce las funciones ejecutivas, legislativas y de fiscalización dentro de la circunscripción territorial de la provincia. La sede de este gobierno seccional está en la ciudad de Ambato, en calidad de capital provincial.
El gobierno provincial está conformado por un prefecto, un viceprefecto y el consejo provincial. El prefecto es la máxima autoridad y representante legal de la función ejecutiva dentro de la provincia y es elegido en binomio junto al viceprefecto por votación popular en las urnas. El consejo provincial es el órgano de legislación y fiscalización del gobierno provincial, y está integrado por el prefecto -quien lo preside con voto dirimente-, el viceprefecto, los alcaldes de los nueve cantones tungurahuenses, y representantes de los gobiernos de las parroquias rurales. En la actualidad, el cargo de prefecto lo ejerce Manuel Caizabanda, reelegido para el periodo 2023 - 2027. 
Paralelo al Gobierno Autónomo Descentralizado Provincial de Tungurahua, el poder ejecutivo del presidente de la República está representado en la provincia por el gobernador. El cargo de gobernador es ocupado por un individuo designado por el presidente de la República, y puede durar en sus funciones indefinidamente mientras así lo decida el primer mandatario del país. Actualmente, la gobernadora de la provincia es Liliana Trávez.

### División administrativa

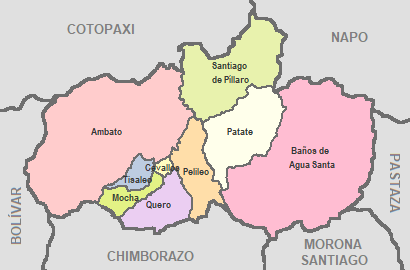
División administrativa de Tungurahua.

Tungurahua está dividido en nueve cantones, que a su vez están conformados por parroquias urbanas y rurales. Cada uno de los cantones son administrados a través de una municipalidad y un consejo cantonal, los cuales son elegidos por la población de sus respectivos cantones. La responsabilidad de estos cantones es realizar el mantenimiento de carreteras, administrar los presupuestos del gobierno del estado para programas de asistencia social y económica, y administrar, infraestructuras tales como parques y sistemas de saneamiento básico.
|                     | Cantón               | Población (2022) | Área (km²) | Cabecera cantonal | Población (2022) |
| ------------------- | -------------------- | ---------------- | ---------- | ----------------- | ---------------- |
|                     | Ambato               | 370 664          | 1009       | Ambato            | 177 316          |
|                     | Baños de Agua Santa  | 21 908           | 1065       | Baños             | 14 100           |
|                     | Cevallos             | 10 433           | 19         | Cevallos          | 3754             |
|                     | Mocha                | 7260             | 86         | Mocha             | 1516             |
|                     | Patate               | 13 879           | 315        | Patate            | 2514             |
| Bandera de Los Ríos | Quero                | 19 084           | 173        | Quero             | 3269             |
|                     | San Pedro de Pelileo | 63 897           | 202        | Pelileo           | 11 403           |
|                     | Santiago de Píllaro  | 42 497           | 443        | Píllaro           | 9816             |
|                     | Tisaleo              | 13 910           | 60         | Tisaleo           | 1561             |

## Economía

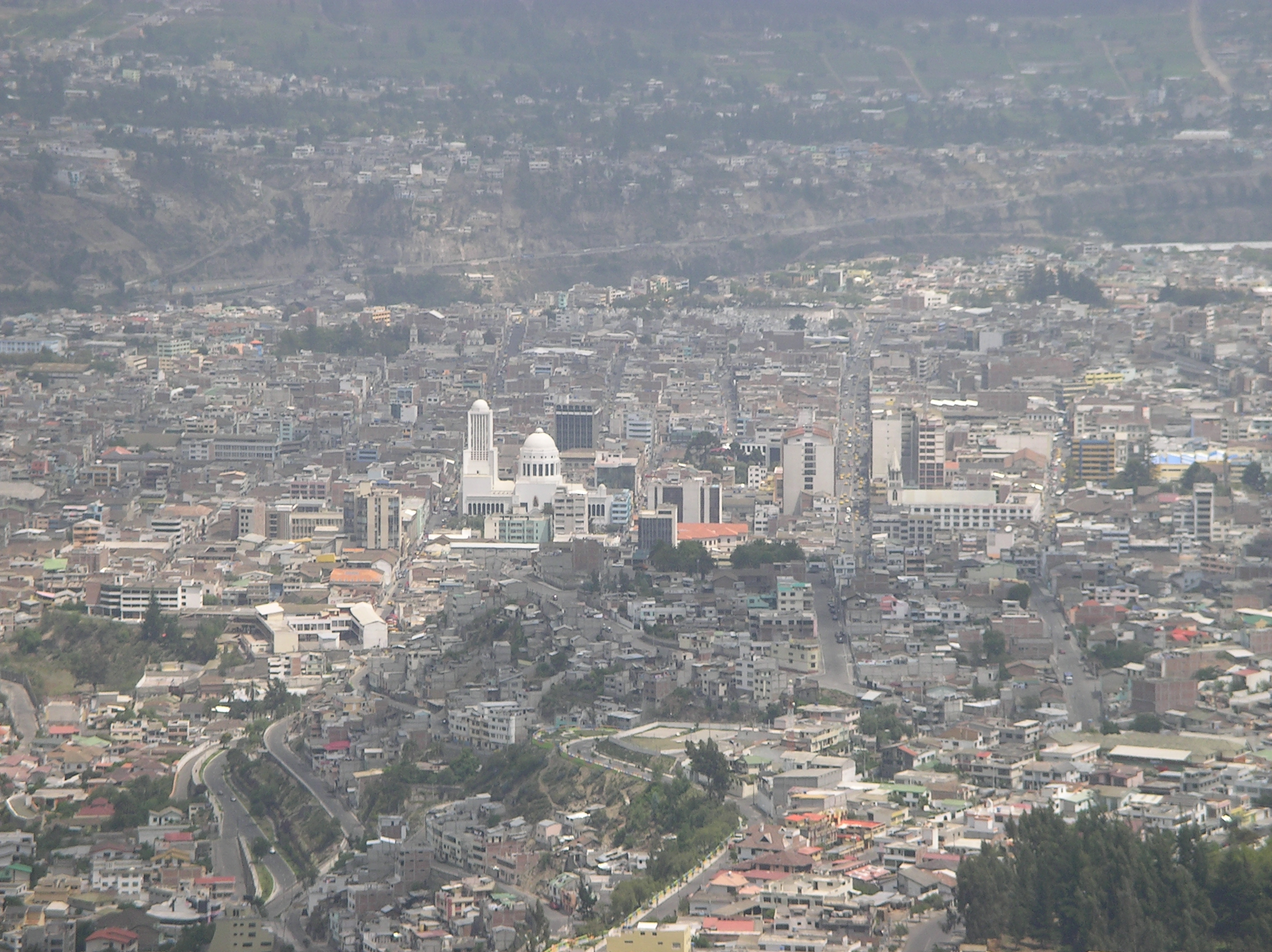
Vista de la Ciudad de Ambato, capital de la provincia de Tungurahua

La economía de la provincia gira en torno a Ambato. La economía rural se centra en la agricultura y ganadería.

### Industria
De calzado, cuero, confecciones, textil, vestido, muebles, productos químicos, alimentos y bebidas. La metalmecánica y además el turismo rural que es lo más significativo con, las diversa culturas indígenas que encontramos como los salasacas, pilahuinas, chibuleos, quisapinchas, tambolomas, santa rosas, los de san Fernando de pasa y los de ambatillo.

### Agricultura
La zona rural de Tungurahua posee grandes extensiones agrícolas, y estos productos son usados principalmente para el consumo nacional. Los principales cultivos son: trigo, cebada, maíz, papas, avena, tomates, cebolla, durazno, pera, claudia y manzana.

### Ganadería
Después de la agricultura, es una de las actividades principales del sector rural, la mayoría de ganado es: vacuno, porcino, caballar, ovino y caprino.

## Turismo

### Atractivos Turísticos

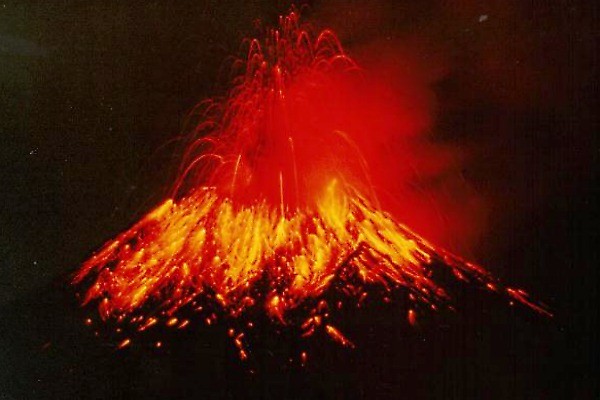
Erupción del Volcán Tungurahua en 2008

- Jardín Botánico Atocha La Liria, con 14 hectáreas de extensión. (Ambato)
- La casa histórica Martínez-Holguín(Ambato)
- Parque Provincial de La Familia, con 55 hectáreas de extensión.(Ambato)
- Balnearios de Aguájan, "El peñón del Río", caminos ecológicos(Ambato)
- Pinllo (Ambato)
- Ficoa(Ambato)
- Iglesia la catedral (Ambato)
- Iglesia de la Medalla Milagrosa (Ambato)
- Iglesia la Merced (Ambato)
- Quisapincha (Ambato)
- Feria del Jean (Pelileo)
- Feria en Salasaca (Pelileo)
- Parque recreativo La Moya (Pelileo)
- Cascada de Junjun (Quero)
- Nevado Carihuairazo (Mocha)

#### Baños
Baños de Agua Santa es una de las ciudades que más turistas atrae en el Ecuador, se encuentra a 3 h al sur de Quito. Con una población estimada en 20 000 personas que se dedican en un 90 % a la actividad turística y la práctica de balsismo, canotaje y parapente.
Baños tiene un clima caliente húmedo con una temperatura promedio de 18 °C, se encuentra en una altura de 1800 m s. n. m. en las faldas del volcán Tungurahua.
La WWF le dio el nominativo a Baños de "Un regalo para la Tierra".
Los atractivos turísticos que tiene son:
- Las Piscinas de la Virgen
- Las Piscinas El Salado
- Las Piscinas Modernas
- Las Piscinas de Santa Clara
- La Cascada Inés María (Río Pastaza)
- La Casa del Árbol
- La Cascada de Agoyán
- La Cascada El Manto de la Novia
- La Cascada de Río Verde Chico
- La Cascada Pailón del Diablo
- La Cascada de Ulba
- La Cascada de San Jorge
- La Cascada de San Pedro
- La Cascada Encañonado del Duende
- La Cascada de Machay
- Manto del Ángel
- San Agustín
- Santuario de la Virgen de Agua Santa
- El Mayordomo
- San Miguel
- El Corazón
- Zoológico de Baños
- Cerro Hermoso
- Parque nacional Llanganates
- Parque nacional Sangay

### Fiestas Populares
- El Carnaval de Ambato o Fiesta de las Flores y las Frutas (febrero)
- Señor del Terremoto de Patate (febrero)
- Sol de Noviembre (fiestas de independencia de Ambato todo el mes de noviembre)
- La diablada pillareña (1 al 6 de enero)

### Gastronomía
- Llapingacho
- Pan de Ambato
- Pan de Pinllo
- Gallinas de Pinllo

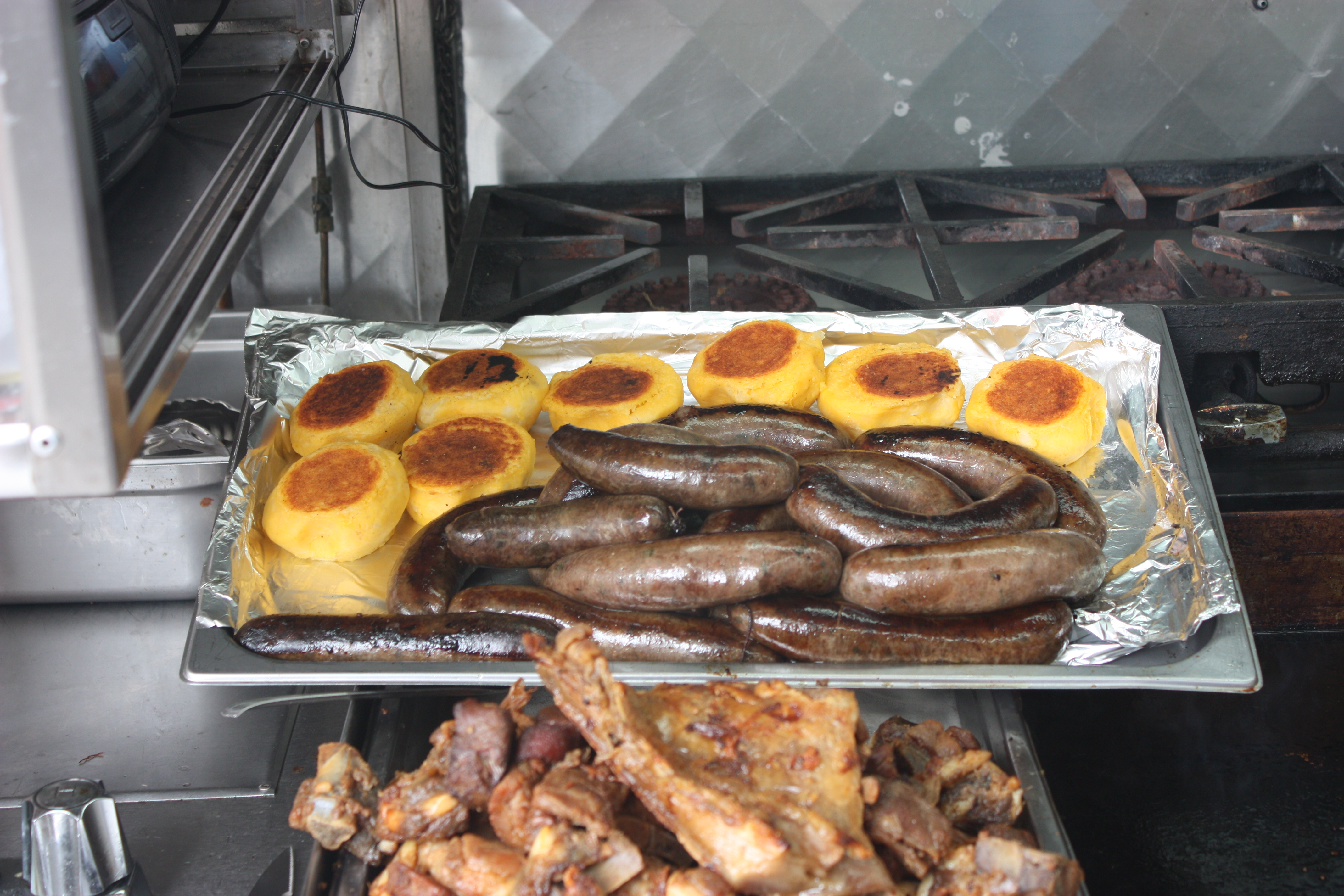
Llapingacho ambateño

- Colada morada con empanadas de viento de Atocha
- Chocolate Ambateño
- Melcocha
- Jugo de caña
- Arepas patateñas

## Demografía
Acorde a las estadísticas, existen 542 583 habitantes en la provincia de Tungurahua, de los cuales 241 327 habitan en la ciudad de Ambato la capital provincial.
La población está distribuida en forma irregular, tiene un alto grado de industrialización, especialmente en lo que respecta a la producción carrocera, textil, y en la industria del cuero, existe una notable migración de las zonas rurales a las ciudades. Los Pilahuines, Chibuleos, y Salasacas son los principales grupos étnicos de la provincia de Tungurahua.

## Deporte

### Estadio Bellavista
El Estadio Bellavista es un estadio de fútbol de Ecuador y está ubicado en la avenida Bolivariana de la ciudad de Ambato. Su capacidad es para 18.000 espectadores, y allí juega como locales el Club Deportivo Técnico Universitario y el Mushuc Runa sporting club, equipos de la Serie A, y el Club social y deportivo Macará, equipo de la Serie B del fútbol ecuatoriano, .
Fue inaugurado el 24 de julio de 1945. Cuatro años más tarde, el 5 de agosto de 1949, este escenario sufrió las consecuencias del terremoto que azotó a la provincia de Tungurahua (con su epicentro en el fundo Chacauco, propiedad de la familia Alvarado Flores, en Pelileo). El estadio fue restaurado, reconstruido y remodelado sobre las estructuras que se salvaron del episodio y, un año después, el 24 de julio de 1950, fue reinaugurado.
Asimismo, este local deportivo es sede de distintos eventos deportivos a niveles provincial y local (que también suelen realizarse en la Pista Atlética Huachi-Loreto y el Estadio Neptalí Barona de Ambato), así como es escenario para varios eventos de tipo cultural, especialmente conciertos musicales (que también se realizan en el Coliseo de Deportes de la ciudad, en el Coliseo Polideportivo Iván Vallejo y en la Plaza de Toros Ambato).